# Bull (Fernsehserie, 2016)/Episodenliste
Diese Episodenliste enthält alle Episoden der US-amerikanischen Krimiserie Bull, sortiert nach der US-amerikanischen Erstausstrahlung. Die Fernsehserie umfasst sechs Staffeln mit 125 Episoden.

## Übersicht
| Staffel | Episodenanzahl | Erstausstrahlung USA | Erstausstrahlung USA | Deutschsprachige Erstausstrahlung | Deutschsprachige Erstausstrahlung |
| Staffel | Episodenanzahl | Staffelpremiere      | Staffelfinale        | Staffelpremiere                   | Staffelfinale                     |
| ------- | -------------- | -------------------- | -------------------- | --------------------------------- | --------------------------------- |
| 1       | 23             | 20. September 2016   | 23. Mai 2017         | 11. Januar 2017                   | 14. Juni 2017                     |
| 2       | 22             | 26. September 2017   | 8. Mai 2018          | 8. Februar 2018                   | 5. Juli 2018                      |
| 3       | 22             | 24. September 2018   | 13. Mai 2019         | 15. Februar 2019                  | 12. Juli 2019                     |
| 4       | 20             | 23. September 2019   | 4. Mai 2020          | 12. Februar 2020                  | 19. August 2020                   |
| 5       | 16             | 16. November 2020    | 17. Mai 2021         | 17. März 2021                     | 14. Juli 2021                     |
| 6       | 22             | 7. Oktober 2021      | 26. Mai 2022         | 23. März 2022                     | 31. August 2022                   |

## Staffel 1
Die Erstausstrahlung der ersten Staffel war vom 20. September 2016 bis zum 23. Mai 2017 auf dem US-amerikanischen Fernsehsender CBS zu sehen. Die deutschsprachige Erstausstrahlung sendete der Pay-TV-Sender 13th Street vom 11. Januar bis zum 14. Juni 2017.
| Nr. (ges.) | Nr. (St.) | Deutscher Titel               | Originaltitel         | Erstausstrahlung USA | Deutschsprachige Erstausstrahlung (D/A) | Regie            | Drehbuch                                                 | Zuschauer (USA) |
| ---------- | --------- | ----------------------------- | --------------------- | -------------------- | --------------------------------------- | ---------------- | -------------------------------------------------------- | --------------- |
| 1          | 1         | Die Halskette                 | The Necklace          | 20. Sep. 2016        | 11. Jan. 2017                           | Rodrigo García   | Paul Attanasio & Phil McGraw                             | 15,56 Mio.      |
| 2          | 2         | Frau am Steuer                | The Woman in 8D       | 27. Sep. 2016        | 11. Jan. 2017                           | Doug Aarniokoski | Mark Goffman & David Wilcox                              | 13,61 Mio.      |
| 3          | 3         | Die wahre Geschichte          | Unambiguous           | 11. Okt. 2016        | 18. Jan. 2017                           | Jan Eliasberg    | Liz Kruger and Craig Shapiro                             | 13,00 Mio.      |
| 4          | 4         | Callisto                      | Callisto              | 18. Okt. 2016        | 18. Jan. 2017                           | Dennis Smith     | Jesse Stern                                              | 12,29 Mio.      |
| 5          | 5         | Elf Stunden                   | Just Tell the Truth   | 25. Okt. 2016        | 25. Jan. 2017                           | Peter Werner     | Cole Maliska                                             | 11,61 Mio.      |
| 6          | 6         | Götter sind auch nur Menschen | Bedside Manner        | 15. Nov. 2016        | 25. Jan. 2017                           | Paul Edwards     | Dan Dietz                                                | 11,87 Mio.      |
| 7          | 7         | Zirkustricks                  | Never Saw the Sign    | 22. Nov. 2016        | 1. Feb. 2017                            | Peter Leto       | Mark Goffman & Elizabeth Peterson                        | 10,87 Mio.      |
| 8          | 8         | Zu Perfekt                    | Too Perfect           | 6. Dez. 2016         | 1. Feb. 2017                            | Dan Lerner       | Elizabeth Peterson Idee: Blake Taylor                    | 11,68 Mio.      |
| 9          | 9         | Feueralarm                    | Light My Fire         | 13. Dez. 2016        | 8. Feb. 2017                            | Dennis Smith     | David Wilcox                                             | 11,61 Mio.      |
| 10         | 10        | EJ                            | E.J.                  | 3. Jan. 2017         | 8. Feb. 2017                            | Brad Turner      | David Hoselton Idee: Sam McConnell                       | 11,30 Mio.      |
| 11         | 11        | Wahre Liebe?                  | Teacher’s Pet         | 17. Jan. 2017        | 22. März 2017                           | Holly Dale       | Chris Erric Maddox & Indira Gibson Wilson                | 11,11 Mio.      |
| 12         | 12        | Die richtige Antwort          | Stockholm Syndrome    | 24. Jan. 2017        | 29. März 2017                           | Jet Wilkinson    | Phillip McGraw Idee: Jesse Stern                         | 11,17 Mio.      |
| 13         | 13        | Zitterpartie                  | The Fall              | 7. Feb. 2017         | 5. Apr. 2017                            | Doug Aarniokoski | David Hoselton & Thomas Wong                             | 10,78 Mio.      |
| 14         | 14        | Top Secret                    | It’s Classified       | 14. Feb. 2017        | 12. Apr. 2017                           | Dennis Smith     | Ashley Gable Idee: Chamblee Smith                        | 10,64 Mio.      |
| 15         | 15        | Jeder hat seinen Preis        | What’s Your Number?   | 21. Feb. 2017        | 19. Apr. 2017                           | Edward Ornelas   | Cole Maliska                                             | 10,66 Mio.      |
| 16         | 16        | Im freien Fall                | Free Fall             | 7. März 2017         | 26. Apr. 2017                           | Jan Eliasberg    | John A. Norris                                           | 10,39 Mio.      |
| 17         | 17        | Der Deal ihres Lebens         | Name Game             | 28. März 2017        | 3. Mai 2017                             | Laura Belsey     | Pamela Wechsler                                          | 10,90 Mio.      |
| 18         | 18        | Todschick                     | Dressed to Kill       | 4. Apr. 2017         | 10. Mai 2017                            | Larry Teng       | Ashley Gable                                             | 11,13 Mio.      |
| 19         | 19        | Liebe macht blind             | Bring it On           | 18. Apr. 2017        | 17. Mai 2017                            | Doug Aarniokoski | Simran Baidwan                                           | 10,32 Mio.      |
| 20         | 20        | Die Macht der Suggestion      | Make Me               | 2. Mai 2017          | 24. Mai 2017                            | Tricia Brock     | Mary Leah Sutton                                         | 10,83 Mio.      |
| 21         | 21        | Gott hatte andere Pläne       | How to Dodge a Bullet | 9. Mai 2017          | 31. Mai 2017                            | Russell Fine     | John A. Norris & Glenn Gordon Caron Idee: John A. Norris | 11,03 Mio.      |
| 22         | 22        | Kleine Geheimnisse            | Dirty Little Secrets  | 16. Mai 2017         | 7. Juni 2017                            | Dennis Smith     | David Hoselton & Glenn Gordon Caron Idee: David Hoselton | 10,97 Mio.      |
| 23         | 23        | List und Tücke                | Benevolent Deception  | 23. Mai 2017         | 14. Juni 2017                           | Doug Aarniokoski | Mark Goffman                                             | 8,54 Mio.       |

## Staffel 2
Die Erstausstrahlung der zweiten Staffel war vom 26. September 2017 bis zum 8. Mai 2018 auf dem US-amerikanischen Fernsehsender CBS zu sehen. Die deutschsprachige Erstausstrahlung sendete der Pay-TV-Sender 13th Street vom 8. Februar bis zum 5. Juli 2018.
| Nr. (ges.) | Nr. (St.) | Deutscher Titel                   | Originaltitel               | Erstausstrahlung USA | Deutschsprachige Erstausstrahlung (D/A) | Regie              | Drehbuch                                           | Zuschauer (USA) |
| ---------- | --------- | --------------------------------- | --------------------------- | -------------------- | --------------------------------------- | ------------------ | -------------------------------------------------- | --------------- |
| 24         | 1         | Sechs Milliarden Gründe           | School for Scandal          | 26. Sep. 2017        | 8. Feb. 2018                            | Vincent Misiano    | Glenn Gordon Caron                                 | 10,06 Mio.      |
| 25         | 2         | Emilys letzter Tag                | Already Gone                | 3. Okt. 2017         | 15. Feb. 2018                           | Peter Werner       | Veronica West & Sarah Kucserka                     | 10,79 Mio.      |
| 26         | 3         | Eine Hand wäscht die andere       | A Business of Favors        | 10. Okt. 2017        | 22. Feb. 2018                           | Dan Lerner         | Pamela Wechsler                                    | 11,26 Mio.      |
| 27         | 4         | Der Glamour-Faktor                | The Illusion of Control     | 17. Okt. 2017        | 1. März 2018                            | Peter Werner       | Sarah Haught                                       | 10,49 Mio.      |
| 28         | 5         | Schlechte Karten                  | Play the Hand You’re Dealt  | 24. Okt. 2017        | 8. März 2018                            | Peter Werner       | Sarah Haught                                       | 10,70 Mio.      |
| 29         | 6         | Die Jugendliebe                   | The Exception To The Rule   | 31. Okt. 2017        | 15. März 2018                           | Dan Lerner         | Michael Peterson                                   | 9,63 Mio.       |
| 30         | 7         | Machiavelli                       | No Good Deed                | 7. Nov. 2017         | 22. März 2018                           | Laura Belsey       | Pamela Wechsler                                    | 10,77 Mio.      |
| 31         | 8         | Der Teufel im Detail              | The Devil, The Detail       | 14. Nov. 2017        | 29. März 2018                           | Alex Pillai        | Hannah Park                                        | 10,34 Mio.      |
| 32         | 9         | Truthahntag                       | Thanksgiving                | 21. Nov. 2017        | 5. Apr. 2018                            | Leslie Libman      | Marissa Matteo                                     | 8,98 Mio.       |
| 33         | 10        | Charlie                           | Home For The Holidays       | 12. Dez. 2017        | 12. Apr. 2018                           | Mike Smith         | Veronica West & Sarah Kucserka                     | 10,86 Mio.      |
| 34         | 11        | Das Mädchen mit den grünen Haaren | Survival Instincts          | 2. Jan. 2018         | 19. Apr. 2018                           | Dennis Smith       | Pamela Weschler                                    | 11,17 Mio.      |
| 35         | 12        | In der Grauzone                   | Grey Areas                  | 9. Jan. 2018         | 26. Apr. 2018                           | Vincent Misiano    | Sarah Haught                                       | 10,50 Mio.      |
| 36         | 13        | Verkaufte Zukunft                 | Kill Shot                   | 23. Jan. 2018        | 3. Mai 2018                             | Aaron Lipstadt     | Veronica West & Sarah Kuscerka                     | 11,08 Mio.      |
| 37         | 14        | Cyber-Wunderkind                  | Keep Your Friends Close     | 6. Feb. 2018         | 10. Mai 2018                            | Ed Ornelas         | Travis Donnelly                                    | 10,90 Mio.      |
| 38         | 15        | Drei blinde Mäuse                 | Witness for the Prosecution | 27. Feb. 2018        | 17. Mai 2018                            | Alex Pillai        | Marissa Matteo                                     | 10,70 Mio.      |
| 39         | 16        | Die zweite Chance                 | Absolution                  | 6. März 2018         | 24. Mai 2018                            | Aaron Lipstadt     | Pamela Wechsler                                    | 10,11 Mio.      |
| 40         | 17        | Der Maulkorb                      | Gag Order                   | 13. März 2018        | 31. Mai 2018                            | Nina Lopez-Corrado | Sarah Haught                                       | 10,64 Mio.      |
| 41         | 18        | Der Schmerz und das Lächeln       | Bad Medicine                | 27. März 2018        | 7. Juni 2018                            | Bethany Rooney     | Erica Peterson                                     | 10,65 Mio.      |
| 42         | 19        | Ein großartiges System            | A Redemption                | 3. Apr. 2018         | 14. Juni 2018                           | Alrick Riley       | Hannah Park                                        | 11,02 Mio.      |
| 43         | 20        | Alles oder Nichts                 | Justified                   | 17. Apr. 2018        | 21. Juni 2018                           | Dennis Smith       | Chamblee Smith                                     | 10,83 Mio.      |
| 44         | 21        | Du bist nicht allein              | Reckless                    | 1. Mai 2018          | 28. Juni 2018                           | Vincent Misiano    | Glenn Gordon Caron, Veronica West & Sarah Kuscerka | 10,37 Mio.      |
| 45         | 22        | Das Urteil                        | Death Sentence              | 8. Mai 2018          | 5. Juli 2018                            | Vincent Misiano    | Glenn Gordon Caron, Veronica West & Sarah Kuscerka | 11,76 Mio.      |

## Staffel 3
Die Erstausstrahlung der dritten Staffel war vom 24. September 2018 bis zum 13. Mai 2019 auf dem US-amerikanischen Fernsehsender CBS zu sehen. Die deutschsprachige Erstausstrahlung sendete der Pay-TV-Sender 13th Street vom 15. Februar bis zum 12. Juli 2019.
| Nr. (ges.) | Nr. (St.) | Deutscher Titel            | Originaltitel                 | Erstausstrahlung USA | Deutschsprachige Erstausstrahlung (D/A) | Regie              | Drehbuch                                            | Zuschauer (USA) |
| ---------- | --------- | -------------------------- | ----------------------------- | -------------------- | --------------------------------------- | ------------------ | --------------------------------------------------- | --------------- |
| 46         | 1         | Der Preis des Lebens       | The Ground Beneath Their Feet | 24. Sep. 2018        | 15. Feb. 2019                           | Bethany Rooney     | Glenn Gordon Caron                                  | 7,33 Mio.       |
| 47         | 2         | Der schlimmste Tag         | Jury Duty                     | 1. Okt. 2018         | 22. Feb. 2019                           | Aaron Lipstadt     | Pamela Wechsler                                     | 6,74 Mio.       |
| 48         | 3         | Justitia ist farbenblind   | Excessive Force               | 8. Okt. 2018         | 1. März 2019                            | Russell Fine       | Nichole Millard & Kathryn Price                     | 6,52 Mio.       |
| 49         | 4         | Blutiges Geld              | Justice for Cable             | 15. Okt. 2018        | 8. März 2019                            | Randy Zisk         | Bill Chais                                          | 6,48 Mio.       |
| 50         | 5         | Hundert Prozent            | The Missing Piece             | 22. Okt. 2018        | 15. März 2019                           | Stacey K. Black    | Veronica West & Sarah Kucserka                      | 6,76 Mio.       |
| 51         | 6         | Kuss und Feuer             | Fool me Twice                 | 29. Okt. 2018        | 22. März 2019                           | Mike Smith         | Sarah H. Haught                                     | 7,23 Mio.       |
| 52         | 7         | Mädchen ohne Gefühl        | A Girl without Feelings       | 5. Nov. 2018         | 29. März 2019                           | Mary Lou Belli     | Chamblee Smith                                      | 6,43 Mio.       |
| 53         | 8         | Der hässliche Ehrgeiz      | But for the Grace             | 12. Nov. 2018        | 5. Apr. 2019                            | Dennis Smith       | Pamela Wechsler                                     | 6,50 Mio.       |
| 54         | 9         | Verzweifelte Zeiten        | Separation                    | 3. Dez. 2018         | 12. Apr. 2019                           | Kevin Berlandi     | Travis Donnelly                                     | 6,59 Mio.       |
| 55         | 10        | Die Wege des Herrn         | A Higher Law                  | 10. Dez. 2018        | 19. Apr. 2019                           | Carl Seaton        | Steven Martinez                                     | 7,37 Mio.       |
| 56         | 11        | Claire und Randy           | Separate Together             | 14. Jan. 2019        | 26. Apr. 2019                           | Dan Lerner         | Bill Chais                                          | 7,09 Mio.       |
| 57         | 12        | Haarspaltereien            | Split Hairs                   | 21. Jan. 2019        | 3. Mai 2019                             | Bethany Rooney     | Sam McConnell                                       | 6,70 Mio.       |
| 58         | 13        | Eine grauenvolle Woche     | Prior Bad Acts                | 4. Feb. 2019         | 10. Mai 2019                            | Dan Lerner         | Nichole Millard & Kathryn Price                     | 6,34 Mio.       |
| 59         | 14        | Das Haus am See            | Leave It All Behind           | 11. Feb. 2019        | 17. Mai 2019                            | Mike Smith         | Sarah H. Haught                                     | 6,25 Mio.       |
| 60         | 15        | Pizza in der Spring Street | Security Fraud                | 18. Feb. 2019        | 24. Mai 2019                            | Jono Oliver        | Marissa Matteo                                      | 6,80 Mio.       |
| 61         | 16        | Anstiftung                 | Forfeiture                    | 25. Feb. 2019        | 31. Mai 2019                            | Alex Pillai        | Pamela Wechsler                                     | 6,72 Mio.       |
| 62         | 17        | Der Schuss ins Bein        | Parental Guidance             | 18. März 2019        | 7. Juni 2019                            | Dennis Smith       | Travis Donnelly                                     | 6,41 Mio.       |
| 63         | 18        | Sag kein Wort!             | Don’t Say a Word              | 1. Apr. 2019         | 14. Juni 2019                           | Alex Pillai        | Nichole Millard & Kathryn Price                     | 6,78 Mio.       |
| 64         | 19        | Der Kopfgeldjäger          | Bounty                        | 15. Apr. 2019        | 21. Juni 2019                           | Tessa Blake        | Bill Chais                                          | 6,66 Mio.       |
| 65         | 20        | Der gute Sohn              | The Good One                  | 29. Apr. 2019        | 28. Juni 2019                           | Dennis Smith       | Travis Donnelly & Steven Martinez                   | 6,45 Mio.       |
| 66         | 21        | Am Tag, als der Regen kam  | When the Rains Came           | 6. Mai 2019          | 5. Juli 2019                            | Bethany Rooney     | Sarah H. Haught & Chamblee Smith                    | 6,21 Mio.       |
| 67         | 22        | Sechs Löffel Salz          | Pillar of Salt                | 13. Mai 2019         | 12. Juli 2019                           | Glenn Gordon Caron | Nichole Millard, Kathryn Price & Glenn Gordon Caron | 7,19 Mio.       |

## Staffel 4
Die Erstausstrahlung der vierten Staffel ist seit dem 23. September 2019 auf dem US-amerikanischen Fernsehsender CBS zu sehen. Die deutschsprachige Erstausstrahlung wurde vom  12. Februar bis zum 19. August 2020 beim deutschen Pay-TV-Sender 13th Street gesendet.
| Nr. (ges.) | Nr. (St.) | Deutscher Titel                | Originaltitel       | Erstausstrahlung USA | Deutschsprachige Erstausstrahlung (D) | Regie              | Drehbuch                                         | Zuschauer (USA) |
| ---------- | --------- | ------------------------------ | ------------------- | -------------------- | ------------------------------------- | ------------------ | ------------------------------------------------ | --------------- |
| 68         | 1         | Sechs Tequila                  | Labor Days          | 23. Sep. 2019        | 12. Feb. 2020                         | Bethany Rooney     | Glenn Gordon Caron                               | 6,42 Mio.       |
| 69         | 2         | Tsunami in der Sahara          | Fantastica Voyage   | 30. Sep. 2019        | 12. Feb. 2020                         | Michael Weatherly  | Pamela Wechsler                                  | 5,90 Mio.       |
| 70         | 3         | Siebzehn Jahre                 | Rectify             | 7. Okt. 2019         | 19. Feb. 2020                         | Kevin Berlandi     | Kathryn Price & Nichole Millard                  | 6,12 Mio.       |
| 71         | 4         | Auf eigenen Füßen              | Her Own Two Feet    | 14. Okt. 2019        | 19. Feb. 2020                         | Dan Lerner         | Sarah H. Haught                                  | 5,83 Mio.       |
| 72         | 5         | Aussage gegen Aussage          | Billboard Justice   | 21. Okt. 2019        | 26. Feb. 2020                         | Aaron Lipstadt     | Travis Donnelly                                  | 6,15 Mio.       |
| 73         | 6         | Über Bord                      | Into the Mystic     | 28. Okt. 2019        | 26. Feb. 2020                         | Dennis Smith       | Marissa Matteo                                   | 6,66 Mio.       |
| 74         | 7         | Sturz ins Dunkel               | Doctor Killer       | 4. Nov. 2019         | 4. März 2020                          | Valerie Weiss      | Larry Kaplow                                     | 5,73 Mio.       |
| 75         | 8         | Die leere Waffe                | Safe and Sound      | 18. Nov. 2019        | 4. März 2020                          | Glenn Gordon Caron | Pamela Wechsler                                  | 5,78 Mio.       |
| 76         | 9         | Zweite Chancen                 | The Flying Carpet   | 25. Nov. 2019        | 11. März 2020                         | Anne Hamilton      | Chamblee Smith                                   | 6,03 Mio.       |
| 77         | 10        | Geschworene Nummer Neun        | Imminent Danger     | 16. Dez. 2019        | 11. März 2020                         | Gonzalo Amat       | Mary Lou Belli                                   | 6,42 Mio.       |
| 78         | 11        | Die Dunkelkammer               | Look Back in Anger  | 6. Jan. 2020         | 18. März 2020                         | Tessa Blake        | Sarah H. Haught                                  | 6,19 Mio.       |
| 79         | 12        | Eine Frage des Gewichts        | Behind the Ivy      | 20. Jan. 2020        | 18. März 2020                         | Alex Pillai        | Steven Paul Martinez                             | 6,05 Mio.       |
| 80         | 13        | Die Welt ist nicht farbenblind | Child of Mine       | 3. Feb. 2020         | 29. Juli 2020                         | Dennis Smith       | Marissa Matteo                                   | 6,47 Mio.       |
| 81         | 14        | Das Herz in der Hand           | Quid Pro Quo        | 10. Feb. 2020        | 29. Juli 2020                         | Bethany Rooney     | Pamela Wechsler                                  | 6,31 Mio.       |
| 82         | 15        | Fleisch und Blut               | Flesh and Blood     | 17. Feb. 2020        | 5. Aug. 2020                          | John Aronson       | Kathryn Price & Nichole Millard                  | 6,22 Mio.       |
| 83         | 16        | Jahre der Angst                | Missing             | 9. März 2020         | 5. Aug. 2020                          | Mike Smith         | Zyana Salazar & Larry Kaplow Idee: Zyana Salazar | 6,31 Mio.       |
| 84         | 17        | Der Tod kam mit der Post       | The Invisible Woman | 16. März 2020        | 12. Aug. 2020                         | Randy Zisk         | Sarah H. Haught                                  | 7,11 Mio.       |
| 85         | 18        | Entgleist                      | Off the Rails       | 6. Apr. 2020         | 12. Aug. 2020                         | Mike Smith         | Travis Donnelly                                  | 7,16 Mio.       |
| 86         | 19        | Eine Frau mit Prinzipien       | The Sovereign       | 13. Apr. 2020        | 19. Aug. 2020                         | Carlos Bernard     | Pamela Wechsler                                  | 7,34 Mio.       |
| 87         | 20        | Fahrerflucht                   | Wrecked             | 4. Mai 2020          | 19. Aug. 2020                         | Dennis Smith       | Nichole Millard                                  | 6,87 Mio.       |

## Staffel 5
Die Erstausstrahlung der fünften Staffel war vom 16. November 2020 bis zum 17. Mai 2021 auf dem US-amerikanischen Fernsehsender CBS zu sehen. Die deutschsprachige Erstausstrahlung wurde vom 17. März bis zum 14. Juli 2021 beim deutschen Pay-TV-Sender 13th Street gesendet.
| Nr. (ges.) | Nr. (St.) | Deutscher Titel               | Originaltitel            | Erstausstrahlung USA | Deutschsprachige Erstausstrahlung (D) | Regie              | Drehbuch                            | Zuschauer (USA) |
| ---------- | --------- | ----------------------------- | ------------------------ | -------------------- | ------------------------------------- | ------------------ | ----------------------------------- | --------------- |
| 88         | 1         | Musik im Kopf                 | My Corona                | 16. Nov. 2020        | 17. März 2021                         | Glenn Gordon Caron | Glenn Gordon Caron                  | 4,47 Mio.       |
| 89         | 2         | Laut und deutlich             | The Great Divide         | 23. Nov. 2020        | 24. März 2021                         | Michael Weatherly  | Pamela Wechsler                     | 4,67 Mio.       |
| 90         | 3         | Sechs Monate bis zur Freiheit | Prison Break             | 30. Nov. 2020        | 31. März 2021                         | Eric Stoltz        | Kathryn Price & Nichole Millard     | 4,90 Mio.       |
| 91         | 4         | Immer Ärger mit dem Ex        | The Ex Factor            | 14. Dez. 2020        | 7. Apr. 2021                          | Dan Lerner         | Marissa Matteo & Glenn Gordon Caron | 5,14 Mio.       |
| 92         | 5         | Das verräterische Herz        | Fallen Idols             | 4. Jan. 2021         | 14. Apr. 2021                         | Kevin Berlandi     | Steven Paul Martinez                | 5,62 Mio.       |
| 93         | 6         | Spiel über Bande              | To Save a Life           | 18. Jan. 2021        | 21. Apr. 2021                         | Bethany Rooney     | Chamblee Smith                      | 4,68 Mio.       |
| 94         | 7         | Unschuld                      | The Head of the Goat     | 25. Jan. 2021        | 28. Apr. 2021                         | Mike Smith         | Sarah H. Haught                     | 5,38 Mio.       |
| 95         | 8         | Geborgte Zeit                 | Cloak and Beaker         | 8. Feb. 2021         | 5. Mai 2021                           | Dennis Smith       | Steven Paul Martinez                | 5,22 Mio.       |
| 96         | 9         | Ohne Worte, ohne Gewissen     | The Bad Client           | 22. Feb. 2021        | 12. Mai 2021                          | Eric Stoltz        | Travis Donnelly                     | 5,11 Mio.       |
| 97         | 10        | Hoffnungslos                  | The Boy Who Cried Murder | 15. März 2021        | 19. Mai 2021                          | Dennis Smith       | Zyana Salazar                       | 5,12 Mio.       |
| 98         | 11        | Tag der Abrechnung            | Truth and Reconciliation | 12. Apr. 2021        | 9. Juni 2021                          | Deborah Reinisch   | Gia Gordon                          | 5,12 Mio.       |
| 99         | 12        | Die Hand auf dem Dach         | Evidence to the Contrary | 19. Apr. 2021        | 16. Juni 2021                         | Carl Seaton        | Leland Jay Anderson                 | 4,69 Mio.       |
| 100        | 13        | Hollys Hölle                  | Law of the Jungle        | 26. Apr. 2021        | 23. Juni 2021                         | Joe Morton         | Marissa Matteo                      | 5,02 Mio.       |
| 101        | 14        | Der Drahtzieher               | Under the Influence      | 3. Mai 2021          | 30. Juni 2021                         | Geary McLeod       | Nichole Millard & Kathryn Price     | 5,57 Mio.       |
| 102        | 15        | Mission in Moskau             | Snatchback               | 10. Mai 2021         | 7. Juli 2021                          | Martha Mitchell    | Sarah H. Haught                     | 4,93 Mio.       |
| 103        | 16        | Freund in Not                 | A Friend in Need         | 17. Mai 2021         | 14. Juli 2021                         | Eric Stoltz        | Pamela Wechsler & Travis Donnelly   | 5,08 Mio.       |

## Staffel 6
Die Erstausstrahlung der sechsten Staffel ist seit dem 7. Oktober 2021 auf dem US-amerikanischen Fernsehsender CBS zu sehen. Die deutschsprachige Erstausstrahlung wurde vom 23. März bis zum 31. August 2022 beim deutschen Pay-TV-Sender 13th Street gesendet.
| Nr. (ges.) | Nr. (St.) | Deutscher Titel            | Originaltitel         | Erstausstrahlung USA | Deutschsprachige Erstausstrahlung (D) | Regie                    | Drehbuch                        | Zuschauer (USA) |
| ---------- | --------- | -------------------------- | --------------------- | -------------------- | ------------------------------------- | ------------------------ | ------------------------------- | --------------- |
| 104        | 1         | Astrid                     | Gone                  | 7. Okt. 2021         | 23. März 2022                         | Eric Stoltz              | Kathryn Price & Nichole Millard | 4,18 Mio.       |
| 105        | 2         | Das Duchenne-Lächeln       | Espionage             | 14. Okt. 2021        | 23. März 2022                         | Michael Weatherly        | Tom Szentgyorgyi                | 3,83 Mio.       |
| 106        | 3         | Wenn reiche Jungs morden   | Bull Undone           | 21. Okt. 2021        | 30. März 2022                         | John Aronson             | Allison Intrieri                | 3,81 Mio.       |
| 107        | 4         | Der schwierige Geschworene | Uneasy Lies The Crown | 28. Okt. 2021        | 30. März 2022                         | Dan Lerner               | Steven Paul Martinez            | 4,32 Mio.       |
| 108        | 5         | Könige ohne Krone          | King Bull             | 4. Nov. 2021         | 6. Apr. 2022                          | Jackeline Tejada         | Blair Singer                    | 4,54 Mio.       |
| 109        | 6         | Immer der Held             | Better Angels         | 11. Nov. 2021        | 6. Apr. 2022                          | Dennis Smith             | Gia Gordon                      | 4,10 Mio.       |
| 110        | 7         | Am Abgrund                 | Confidence Man        | 2. Dez. 2021         | 13. Apr. 2022                         | Geary McLeod             | Jenny Raftery                   | 4,13 Mio.       |
| 111        | 8         | Eingeschneit               | Snowed In             | 9. Dez. 2021         | 13. Apr. 2022                         | Dennis Smith             | Zyanya Salazar                  | 3,97 Mio.       |
| 112        | 9         | Falsch Positiv             | False Positive        | 6. Jan. 2022         | 20. Apr. 2022                         | Eric Stoltz              | Leland Jay Anderson             | 4,76 Mio.       |
| 113        | 10        | Der Feind im Kopf          | Frontotemporal        | 13. Jan. 2022        | 20. Apr. 2022                         | Carlos Bernard           | Andrew Karlsruher               | 4,68 Mio.       |
| 114        | 11        | Die zynische Jury          | Family Matters        | 20. Jan. 2022        | 27. Apr. 2022                         | Leslie Libman            | Steven Paul Martinez            | 4,64 Mio.       |
| 115        | 12        | Caliban                    | Caliban               | 24. Feb. 2022        | 27. Apr. 2022                         | Mike Smith               | Tom Szentgyorgyi                | 4,44 Mio.       |
| 116        | 13        | Beste Freunde              | The Hard Right        | 3. März 2022         | 4. Mai 2022                           | Martha Mitchell          | Chandus Jackson                 | 4,13 Mio.       |
| 117        | 14        | Am Ende der Angst          | Safe Space            | 10. März 2022        | 4. Mai 2022                           | Melissa Kalbfus-Paliocha | Mat Raney                       | 4,18 Mio.       |
| 118        | 15        | Mit diesen Händen          | With These Hands      | 31. März 2022        | 10. Aug. 2022                         | Geneva Carr              | Blair Singer                    | 4,08 Mio.       |
| 119        | 16        | Die Diana-Affäre           | The Diana Affair      | 7. Apr. 2022         | 10. Aug. 2022                         | Carl Seaton              | Kathryn Price & Nichole Millard | 3,91 Mio.       |
| 120        | 17        | Menschen und Pferde        | Dark Horse            | 14. Apr. 2022        | 17. Aug. 2022                         | Lou Diamond Phillips     | Cara Hall                       | 4,08 Mio.       |
| 121        | 18        | Brokkoli und Pizza         | The Other Shoe        | 21. Apr. 2022        | 17. Aug. 2022                         | Mike Smith               | Jenny Raftery                   | 4,19 Mio.       |
| 122        | 19        | Offene Ehe                 | Opening Up            | 28. Apr. 2022        | 24. Aug. 2022                         | Sasha Alexander          | Allison Intrieri                | 4,15 Mio.       |
| 123        | 20        | Der beste Lehrer           | The Envelope, Please  | 12. Mai 2022         | 24. Aug. 2022                         | Jackeline Tejada         | Tom Szentgyorgyi                | 3,93 Mio.       |
| 124        | 21        | Ein kleines Geheimnis      | Silent Killer         | 19. Mai 2022         | 31. Aug. 2022                         | Bethany Rooney           | Andrew Karlsruher               | 3,74 Mio.       |
| 125        | 22        | Sein letzter Fall          | Goodbye               | 26. Mai 2022         | 31. Aug. 2022                         | Eric Stoltz              | Kathryn Price & Nichole Millard | 4,22 Mio.       |